# Ichneumon avidus
Ichneumon avidus là một loài tò vò trong họ Ichneumonidae.